# Cantone di Thouars
Il Cantone di Thouars è una divisione amministrativa dell'arrondissement di Bressuire.
È stato costituito a seguito della riforma approvata con decreto del 18 febbraio 2014, che ha avuto attuazione dopo le elezioni dipartimentali del 2015.

## Composizione
Comprende gli 8 comuni di:
- Louzy
- Mauzé-Thouarsais
- Missé
- Saint-Jacques-de-Thouars
- Saint-Jean-de-Thouars
- Sainte-Radegonde
- Sainte-Verge
- Thouars